# Palaeonemertea
Palaeonemertea – rząd wyłącznie morskich wstężnic o najbardziej prymitywnych wśród wstężnic cechach budowy. W ich worze powłokowym znajdują się dwie lub trzy warstwy mięśni: zewnętrzne mięśnie okrężne, pod którymi położone są mięśnie podłużne, a w przypadku występowania trzeciej warstwy, środkowa jest podłużna, objęta warstwami okrężnymi. Pnie nerwowe biegną w naskórku albo w mięśniach podłużnych, w kontakcie z naskórkiem. Układ krwionośny zbudowany jest z dwóch naczyń, bez grzbietowych naczyń krwionośnych. 
Palaeonemertea zasiedlają głównie wody przybrzeżne, nieliczne gatunki występują w głębinach morskich. 
Filogeneza rodzin zaliczanych do tego rzędu nie została wyjaśniona. W tradycyjnym ujęciu obejmującym rodziny Tubulanidae, Cephalothricidae, Carinomidae i Hubrechtidae rząd Palaeonemertea nie jest taksonem monofiletycznym.